# Maurice Saatchi

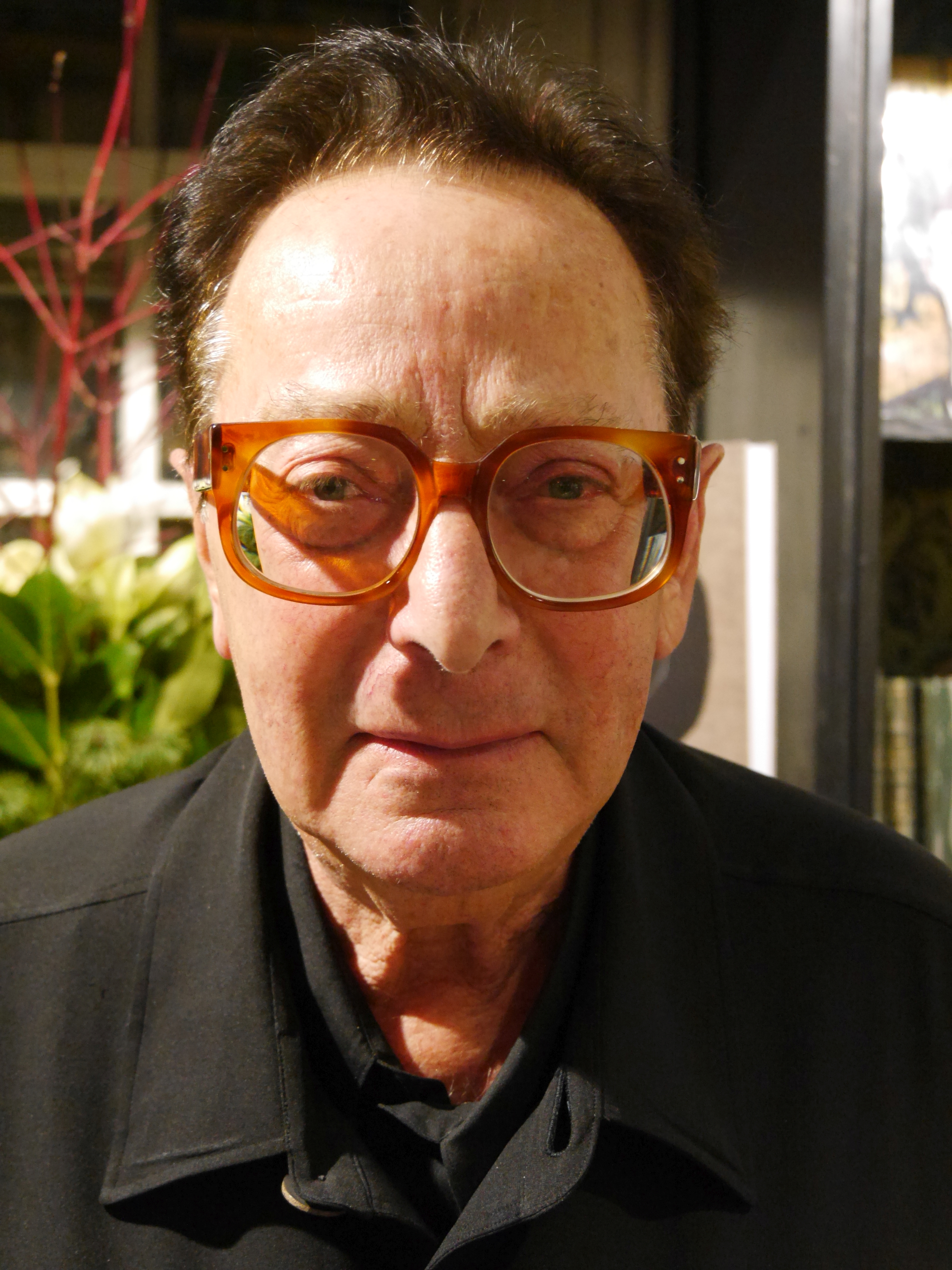
Maurice Saatchi, 2022

Maurice Saatchi, Baron Saatchi (* 21. Juni 1946 in Bagdad, Irak) ist ein britischer Unternehmer irakisch-jüdischer Herkunft. Er war zusammen mit seinem Bruder Charles Saatchi Gründer der heute international tätigen Werbeagentur Saatchi & Saatchi, die sie 1995 gemeinsam verließen, um M&C Saatchi zu gründen. Auch diese Agentur ist heute weltweit tätig.

## Leben
Neben seiner Tätigkeit bei M&C Saatchi war Maurice Saatchi bis April 2008 auch Vorsitzender des Backwarenherstellers Finsbury Food Group und von 2003 bis 2013 Mitglied im Court of Governors der London School of Economics and Political Science, wo er zuvor seinen akademischen Abschluss gemacht hat.
Saatchis Vermögen wird auf 132 Millionen Britische Pfund geschätzt. Von 1984 bis zu ihrem Tod im Jahr 2011 war er mit der irischen Schriftstellerin Josephine Hart verheiratet, mit der er einen Sohn hat. 1996 wurde er als Baron Saatchi, of Staplefield in the County of West Sussex, zum Life Peer erhoben und ist dadurch seither Mitglied des House of Lords.
Zwischen 2003 und 2005 war er neben Liam Fox Co-Vorsitzender (Chairman) der Conservative Party.